# Kayak (gruppo musicale)
I Kayak sono un gruppo olandese di rock progressivo formatosi nel 1972.

## Storia
I Kayak si formano nel 1972 da Ton Scherpenzeel (tastiere), Johan Slager (chitarre), Jean Michel Marion (basso), Max Werner (voce), Pim Koopman (batteria). Il loro primo album "See see the sun" del 1973 ebbe già un discreto successo commerciale, mentre il terzo, "Royal Bed Bouncer" del 1975 ottenne una buona posizione nelle classifiche inglesi. Nel 1980 uscì l'album "Periscope life" in cui era contenuto il brano "Lost blue of Chartres" utilizzato nella colonna sonora del film "Spetters" del regista Paul Verhoeven. Seguì nel 1981 l'opera-rock "Merlin", dalla quale fu tratto un album che non ebbe un sufficiente riscontro commerciale. Il gruppo si sciolse e ognuno intraprese carriere soliste; degna di rilievo fu quella del tastierista e compositore Ton Scherpenzeel, che ebbe varie collaborazioni, fra le quali gli inglesi "Camel" in "Stationary Traveller" del 1984. Successivamente produsse una raccolta di musica sacra, e alcuni lavori di genere elettronico. Nel 1999 Ton Scherpenzeel ricostituì i Kayak, che nel 2000 realizzarono l'album "Close to the fire" a cui seguì nel 2001 Night Vision e il live "Chance For A Livetime".

## Discografia

### Album in studio
- 1973 - See See The Sun
- 1974 - Kayak II
- 1975 - Royal Bed Bouncer
- 1976 - The Last Encore
- 1977 - Starlight Dancer
- 1978 - Phantom of the Night
- 1980 - Periscope Life
- 1981 - Merlin
- 1981 - Eyewitness
- 2000 - Close To The Fire
- 2001 - Night Vision
- 2003 - Merlin - Bard of the Unseen
- 2005 - Nostradamus - The Fate of Man
- 2008 - Coming Up For Air
- 2009 - Letters from Utopia (2CD)
- 2011 - Anywhere but Here
- 2014 - Cleopatra – The Crown of Isis (2CD)
- 2018 - Seventeen
- 2021 - Out of This World

### Live
- 2001 - Chance For A Livetime
- 2007 - Kayakoustic

## Componenti

### Attuali
- Rob Vunderink - chitarra, voce (2001-)
- Joost Vergoossen - chitarra, voce (2003-)
- Jan van Olffen - basso (2004-)
- Cindy Oudshoorn -  voce (2004-)
- Edward Reekers - voce, tastiere (1978-1981, 2004-)
- Pim Koopman - batteria, voce (1972-1976, 1999-)
- Ton Scherpenzeel - tastiere, voce (1972-1982, 1999-)

### Passati
- Monique van der Ster -  voce (2003-2005)
- Bert Heerink -  voce, percussioni (2000-2005)
- Bert Veldkamp - basso, voce (1974-1976, 1999-2004)
- Rob Winter - basso, voce (1974-1976, 1999-2004)
- Max Werner - voce (1972-1981, 1999-2001)
- Johan Slager - chitarra, voce (1972-1981)[1]
- Cees van Leeuwen - basso, voce (1972-1974)
- Charles Schouten - batteria, voce (1976-1978)
- Theo de Jong - basso (1976-1978)
- Peter Scherpenzeel - basso (1976-1978)
- Irene Linders -  voce (1978-1981)
- Katherine Lapthorne -  voce (1978-1981)